# Trận Mohi
Trận Mohi (tiếng Hungary: Muhi csata) là một trận đánh giữa Đế quốc Mông Cổ và Vương quốc Hungary, diễn ra vào ngày 11 tháng 4 năm 1241 tại đồng bằng Mohi, tây nam sông Sajo.
Dù có ưu thế về quân số và thời gian chuẩn bị, nhưng trước một đội quân kỉ luật tốt và thiện chiến của người Mông Cổ, quân Hungary thất bại nặng nề. Một phần vương quốc Hungary bị tàn phá và sáp nhập vào lãnh thổ Hãn quốc.

## Bối cảnh lịch sử

### Các cuộc xâm lược trước đó của Mông Cổ

#### Xâm lược Đông Âu và sự thành lập Hãn quốc
Năm 1223, Đế quốc Mông Cổ đánh bại người Cuman - một đồng minh của người Nga trong Trận Kalka. Thắng lợi này giúp quân Mông Cổ trở thành một mối đe dọa đối với các quốc gia ở châu Âu. Năm 1236, dưới sự lãnh đạo của khả hãn Bạt Đô, quân Mông Cổ vượt sông Volga, chinh phục Volga Bulgaria và các dân tộc khác như người Kypchaks, người Alani. Các công quốc của vùng Đông Slav là Ryazan và Vladimir cũng lần lượt bị chinh phục một năm sau đó.
Quân Mông Cổ sau đó đã tỏa ra khắp nơi chinh phạt châu Âu. Trên đường chinh phạt, quân Mông Cổ đã tàn sát và phá hủy vô số các quốc gia, ngoại trừ Smolensk (vì đã chấp nhận quy phục). Mùa hè năm 1238, Crimea và vùng đất phía nam Ukraine lần lượt rơi vào tay quân Mông Cổ. Tháng 12 cùng năm, đến lượt Rus Kiev thất bại trước quân Mông Cổ. Tên gọi Hãn quốc Kim Trướng được đặt cho các quốc gia bị xâm chiếm trong giai đoạn này, trong đó có các công quốc của Nga và vùng Đông Slav.

#### Xâm lược Ba Lan và kế hoạch đánh chiếm Hungary
Lúc này, quân Mông Cổ dưới sự chỉ huy của Bạt Đô, nhưng trên thực tế là Tốc Bất Đài, đã chia làm ba đạo quân tỏa đi ba hướng khác nhau. Đạo quân chủ lực dưới sự chỉ huy của Tốc Bất Đài, thẳng tiến Hungary. Đạo quân thứ hai do Hợp Đan dẫn đầu, đánh chiếm Lithuania, làm bàn đạp tấn công Ba Lan, chặn sự tiếp viện của quân Ba Lan cho quân Hungary. Trong khi hướng thứ ba do Quý Do chỉ huy, đánh xuống phía nam.
Khi lực lượng quân Hợp Đan (con trai thứ hai của Oa Khoát Đài) chiến thắng trong trận Legnica (tiêu diệt liên quân châu Âu và quân Ba Lan) và quân Quý Do (con trai cả của Oa Khoát Đài) chiến thắng ở vùng Transylvania (Romania ngày nay), việc duy nhất của Tốc Bất Đài là đợi họ có mặt ở đồng bằng Hungary.

### Hungary trước hiểm họa xâm lăng
Người Hungary lần đầu ý thức được mối đe dọa từ Mông Cổ vào năm 1229 sau khi Andrew II ban quyền tị nạn cho các binh lính người Nga đang chạy trốn. Những tin tức khác truyền đến vào năm 1237 khi Julianus, một tu sĩ lãnh đạo những người Magyar sống du mục dọc theo khu vực thượng lưu sông Volga đến Hungary, bị quân Mông Cổ bắt giữ và gửi về Hungary kèm một lá thư từ Bạt Đô. Trong bức thư, Bạt Đô đã ra lệnh cho nhà vua Hungary hoặc đầu hàng, hoặc vương quốc sẽ bị tiêu diệt và phá hủy nhưng ông không nhận được hồi đáp.
| “                          | Ta, Bạt Đô, sứ giả của Đại hãn. Nhân danh Vua của chốn Thiên đàng, người được trao quyền lực và trọng trách thống lĩnh đội quân chinh phạt và tiêu diệt những kẻ dám chống đối:... Ta biết Ngài là một vị vua giàu có và hết mực cao quý, rằng bên cạnh Ngài có rất nhiều binh sĩ phục tùng, rằng Ngài đứng một mình ở vị trí độc tôn trong một vương quốc vĩ đại, và ta cho rằng sẽ rất khó khăn khi buộc Ngài phải tôn thờ một vương quốc nào khác. Nhưng Ngài nên biết, sẽ tốt hơn và hạnh phúc hơn cho vương quốc của Ngài nếu Ngài tự nguyện phục tùng ta. | ” |
| — Bạt Đô (thư gửi Bela IV) | |   |

Trong khi đó, sau thất bại trước quân Mông Cổ trong trận Kalka, những người Cuman còn sống sót chạy đến Hungary và được Bela IV cho phép tị nạn, nhưng với điều kiện họ phải chấp nhận gọi Bela IV là vua. Người Mông Cổ lấy cớ này để tấn công Hungary, cho rằng Vương quốc Hungary đã chứa chấp kẻ thù của quân Mông Cổ. Cuối năm 1240, Bạt Đô gửi một tối hậu thư khác đến Bela IV buộc ông ngừng chứa chấp những người tị nạn Cuman. Bela IV đã từ chối tối hậu thư và hiệu triệu khắp vương quốc hình ảnh của thanh kiếm đẫm máu, là biểu tượng của tình trạng đất nước lâm nguy, tập hợp các quý tộc cùng chư hầu đứng lên để bảo vệ vương quốc.

## Diễn biến
Sau khi cánh quân của Tốc Bất Đài và Bạt Đô tiến sâu vào lãnh thổ Hungary. Bela Đệ tứ - vua của Hungary, cử một đạo quân với số lượng áp đảo ra nghênh chiến (có số liệu cho rằng quân Hungary lúc đó là 100.000 quân). Khi biết quân Hungary tới giao chiến, Mông Cổ lập tức lui binh, nhử quân địch đến đồng bằng Mohi, cạnh bờ sông Sajo. Quân Mông rút về phía bên kia cầu, sâu trong rừng. Quân Hung đến nơi thì trời đã tối, bèn dựng trại ở phía bên này chờ quân tiếp viện từ Ba Lan đến.
Nửa đêm ngày 10 tháng 4 năm 1241, quân Hungary khi đang đi tuần cạnh cây cầu bắc qua sông Sajo thì bất ngờ phát hiện toán quân Mông Cổ đang định băng qua cầu. Quân Hungary tấn công hòng chiếm lại cầu. Hai bên giao chiến. Quân Mông do trời tối cộng với việc bị áp đảo bèn rút lui. Quân Hungary chiếm được cầu. Họ quay về trại và tổ chức ăn mừng chiến thắng mà không hay biết phía bên kia quân Mông Cổ đang ráo riết lên kế hoạch tấn công.

Lược đồ trận Mohi và hướng tiến công của quân Mông Cổ

Rạng sáng 11 tháng 4 năm 1241, quân Mông chia làm ba đạo quân tấn công theo ba hướng khác nhau. Đạo quân thứ nhất do Shiban chỉ huy, vượt sông đánh vào mạn sườn đội hình quân Hung đang canh giữ trên cầu. Đạo quân thứ hai cùng Tốc Bất Đài tiến về hướng nam, dựng cầu phao hòng vượt sông theo hướng khác. Cánh quân thứ ba do Bạt Đô chỉ huy, với sự hỗ trợ của bảy máy bắn đá và các vũ khí hạng nặng khác, đánh trực diện vào quân Hung án ngữ trên cầu nhằm mở đường cho kỵ binh vượt qua. Giao tranh diễn ra quyết liệt. Trong khi đó, ở doanh trại quân Hungary cách đó không xa, một vài binh lính Hungary trốn thoát về doanh trại và thông báo cho các tướng lĩnh về cuộc tấn công. Hoàng tử Coloman của Glalicia - người thân chinh đánh bại toán quân Mông Cổ đêm hôm trước cùng một vài tướng lĩnh khác quyết định rời trại để yểm trợ chiến đấu. Tất cả bọn họ đều tin rằng đây chỉ là một cuộc tấn công nhỏ khác và rằng họ sẽ lại dễ dàng đánh bại kẻ thù một lần nữa. Nhưng khi đến nơi, họ mới nhận ra trước mắt không hề là một cuộc "tấn công nhỏ" như nhận định. Phía trước mặt họ là cả một tập đoàn quân Mông Cổ hùng hậu. Sau vài trận đánh, quân Mông Cổ chiếm được cầu. Cánh của Bạt Đô và Shiban vượt sông thành công.
Lúc này, quân của Coloman về đến doanh trại, tập hợp thêm lực lượng. Quân Hungary sau khi củng cố lực lượng, áp đảo hoàn toàn so với quân Mông Cổ. Một trận giao tranh ác liệt giữa hai bên nổ ra trên đồng bằng Mohi. Với lợi thế là dàn cung thủ và kỵ binh hạng nặng, quân Hungary đã đẩy lui quân Mông Cổ về tận bờ sông Sajo. Quân Mông bị gọng kìm hai mặt. Trước mặt là đội quân Hungary đang hăm hở tấn công, phía sau lưng là sông Sajo rộng lớn. Bạt Đô không còn cách nào khác bèn phải chống trả quyết liệt nhằm kéo dài thời gian chờ quân của Tốc Bất Đài. Đúng 9h sáng, đạo quân chính do Tốc Bất Đài vượt sông đến giải vây cho Bạt Đô, thọc vào phía sau đội hình quân Hungary. Dàn cung thủ Hungary gây ra tổn thất ít nhiều cho quân Mông Cổ. Tốc Bất Đài khi đó không muốn đối mặt với lực lượng cung thủ Hungary thiện chiến trang bị cả dao, kiếm và đội hình tốt nên chọn cách tách lực lượng cung thủ này ra. Quân Mông Cổ khi tấn công vờ rút lui, để lộ khoảng trống đội hình. Quân Hungary hăm hở lao vào khiến cung thủ không được che chắn và mất kỉ luật vốn có. Theo đúng tính toán của Tốc Bất Đài, quân Hungary rơi vào một vùng đầm lầy ngập nước khiến ngựa không thể di chuyển. Cung thủ Mông Cổ lúc này chỉ việc bắn hạ bất kì mục tiêu nào theo sở thích. Quân Hungary thiệt hại nặng phải rút về doanh trại. Đến chiều, tập đoàn quân Mông Cổ đã tiến đến vây chặt doanh trại, dùng cung tên tẩm lửa và máy bắn đá phóng vào phía trong. Quân Hungary chết hàng loạt, sĩ khí xuống thấp. Rất nhiều binh lính đã rời bỏ hàng ngũ, trốn ra ngoài qua một cái lỗ bên hông doanh trại mà không hay biết đã rơi vào bẫy dựng sẵn của Tốc Bất Đài. Quân Mông Cổ chờ sẵn phía ngoài, giết chết bất cứ ai họ thấy. Trận đánh lúc này trở thành một cuộc tàn sát tập thể.
Sử liệu cho thấy xác quân Hungary lấp đầy đường sau 2 ngày giao tranh. Toàn bộ 4 vạn binh sĩ, giám mục và tổng giám mục ở Sajo của quân đội Hungary đều chịu chung số phận bi thảm. Quân Mông Cổ chỉ thiệt hại chưa đầy 1.000 người.

## Tình hình sau đó

### Vương quốc Hungary
Sau trận chiến, không có lực lượng có tổ chức lớn nào khác có khả năng ngăn bước tiến của quân Mông Cổ, đánh bại họ hoàn toàn là điều không tưởng. Một nỗ lực đáng ghi nhận, gần như thành công đã được thực hiện để đánh chặn quân Mông Cổ tại sông Danube, kéo dài từ tháng 4 năm 1241 đến tháng 1 năm 1242. Nhưng khi mùa đông kéo về khiến con sông đóng băng, và sau một vài trận đánh trực diện, quân Mông Cổ đã vượt sông và suýt bắt được nhà vua. Gia đình hoàng gia buộc phải trốn sang Áo để tìm sự giúp đỡ từ Công tước Frederick, nhưng thay vào đó, Frederick bắt sống họ, tống tiền, vàng và buộc nhà vua phải nhượng lại ba quận phía Tây cho Áo. Cuối cùng, gia đình hoàng gia cũng đến được Dalmatia và ẩn náu trong lâu đài Trau (ngày nay tọa lạc ở Trogir) trên một hòn đảo ở biển Adriatic.
Trong khi đó, tại những phần lãnh thổ khác của Hungary, các thành viên còn sống sót của hoàng gia, là phần lớn những người không kịp tham gia trận Mohi, phối hợp cùng một số tổ chức nhỏ lẻ, dân thường chủ yếu là nông dân có vũ trang, sử dụng chiến thuật du kích, tiếp tục quấy rối, kháng cự gây nhiều khó khăn cho quân Mông Cổ.

### Đế quốc Mông Cổ
Với phần lớn quân đội hoàng gia bị tiêu diệt tại Mohi, người Mông Cổ giờ đây đã có thể rảnh tay trên phần lớn vùng lãnh thổ còn lại. Pest bị chiếm và bị thiêu trụi. Esztereim cũng bị tấn công và phần lớn dân cư bị giết. Người Mông Cổ tàn phá cả miền Đông Hungary và Transylvania. Bất kì nơi nào quân Mông Cổ tìm thấy sự kháng cự, người dân tại nơi đó sẽ bị sát hại không thương tiếc. Ở những vùng chịu quy phục, quân Mông Cổ bắt đàn ông đi lính. Cuối năm 1241, Oa Khoát Đài chết. Theo truyền thống, khi một khả hãn qua đời, tất cả các hoàng tử phải quay về để bầu lên một khả hãn mới. Sự kiện này gián tiếp khiến quân Mông Cổ rút lui khỏi Hungary. Người ta ước tính hầu hết các công trình đã bị phá hủy và một phần lớn dân số Hungary đã bị giết trong thời kỳ chiếm đóng của Mông Cổ (1241-1242).

## Tưởng niệm

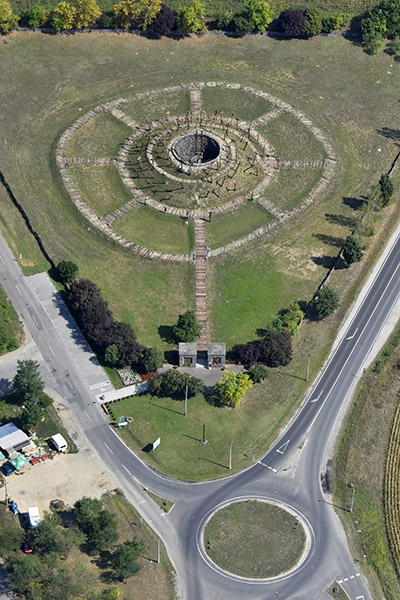
Ngọn đồi tưởng niệm binh lính Hungary tử trận tại Mohi

Tại Mohi ngày nay có một ngọn đồi, có hình dáng một nấm mồ, được dựng lên để tưởng nhớ những binh sĩ đã hy sinh trong trận đánh ngày 11 tháng 4 năm 1241. Thánh giá bằng gỗ được cắm xung quanh để tưởng nhớ những người lính Hiệp sĩ Đền thánh đã chiến đấu và tử trận ở đó. Ở trên đỉnh đồi, một cây thánh giá đôi có gắn một cái chuông được dựng lên bên trên một cái lỗ giống như miệng núi lửa. Trên một trong những cây thánh giá gỗ là hình ảnh một thiên thần đang dang rộng đôi cánh, mang trong mình sứ mệnh "bảo vệ ký ức của những anh hùng".